# Нозисьель, Артюр
Артюр Нозисьель (фр. Arthur Nauzyciel, 16 февраля 1967, Париж) — французский актёр, театральный режиссёр.

## Биография
Учился в театральной школе при парижском театре Шайо у Антуана Витеза (1986—1989). Играл в драмах Шекспира, Кольтеса и других драматургов в постановках Жерома Савари, Анатолия Васильева, Эрика Винье и др., в кино — у Цай Минляна («А у вас который час?») и др.
Его первой самостоятельной режиссёрской работой стала постановка «Мнимого больного» Мольера в Национальном драматическом центре Бретани (1999) силами собственной театральной компании.
C 1 июня 2007 года руководит Национальным драматическим центром Орлеана, сменив на этому посту Оливье Пи.

## Творчество

### Актёрские работы
- 1990: Шекспир Сон в летнюю ночь, реж. Жером Савари, Авиньонский фестиваль
- 1991: Léo Katz et ses œuvres : La Nuit/L’Hiver, chapitre 1/Les Fresques de Léonard, реж. Луи-Шарль Сиржак, Авиньонский фествиаль
- 1994: Эдвард Бонд Pièces de guerre, реж. Ален Франсон, Авиньонский фестиваль
- 1995: Эдвард Бонд Pièces de guerre, реж. Ален Франсон, театр Одеон
- 1995: Бернар-Мари Кольтес Возвращение в пустыню, реж. Жак Нише, Théâtre des Treize Vents, Монпелье
- 1996: Бранкузи против Соединённых Штатов Америки, исторический процесс, 1928, реж. Эрик Винье, Авиньонский фестиваль
- 1998: Шекспир Жизнь и смерть короля Иоанна, реж. Лоран Пелли, Авиньонский фестиваль

### Режиссёрские работы
- 1999: Мнимый больной, или Молчание Мольера по Мольеру и Джованни Маккья, CDDB-Théâtre, Лорьян; Театр Эрмитаж, Санкт-Петербург, 2000 (также был показан в Нижнем Новгороде и др. городах России)
- 2001: Бернар-Мари Кольтес Битва негра с собаками, Атланта, Чикаго, 2004; Авиньонский фестиваль и Афины, 2006,
- 2003: Сэмюэл Беккет Счастливые деньки, CDDB, Лорьян; театр Одеон; Teatro San Martin, Буэнос-Айрес, 2004; Мадрид, 2007
- 2004: Томас Бернхард Площадь героев, Комеди-Франсез
- 2004: Кольтес Роберто Зукко, Emory Theater, Атланта
- 2006: Сэмюэл Беккет Образ, Beckett Century Festival, Дублин; Национальный театр Исландии, Рейкьявик; фестиваль Les Grandes Traversées, Бордо, 2007
- 2006: A Little More Blue, сольный концерт Марии де Медейруш по произведениям Шико Буарке и др., Théâtre de la Bastille
- 2007: Майк Ли Abigail’s Party, American Repertory Theatre, Бостон
- 2007: Мари Даррьёсек Том мертв, читка, Авиньонский фестиваль
- 2007: Мнимый больной, или Молчание Мольера, по Мольеру и Джованни Маккья, Национальный театр Исландии, Рейкьявик
- 2008: Мари Даррьёсек Музей моря, Национальный театр Исландии, Рейкьявик (в переводе Сьона); Национальный драматический центр Орлеана, 2009
- 2008: Шекспир Юлий Цезарь, American Repertory Theatre, Бостон
- 2008: Кай Мунк Слово, Авиньонский фестиваль
- 2009: Кай Мунк Слово, Théâtre du Rond-Point
- 2009: Шекспир Юлий Цезарь, Национальный драматический центр Орлеана; Maison des Arts, Кретей; CDDB-Théâtre, Лорьян
- 2009: Ибсен Кукольный дом, Льеж, Рим, Реймс, Лиссабон
- 2010: Дени Лашо Hetero, театральный фестиваль Crossing the Line, Нью-Йорк
- 2010: Семён Ан-ский Диббук, Магнитогорский театр драмы
- 2011: Ян Карский. Мое имя — пустой звук, по роману Янник Энель (Авиньонский фестиваль)
- 2011: Голод, по роману Гамсуна (Théâtre de la Madeleine)
- 2011: Lady & Bird Red Waters, опера исландских композиторов и исполнителей
- 2012: Чехов Чайка, Авиньонский фестиваль

## Признание
Лауреат премии Вилла Медичи (1999).